# Hermann III. von Breitenlandenberg
Hermann III. von Breitenlandenberg, auch Hermann von Landenberg, (* 1410; † 18. September 1474 in Konstanz) war von 1466 bis 1474 Bischof von Konstanz. 

## Familie
Hermann entstammte der Familie der Herren von Landenberg, eines thurgauischen Rittergeschlechts. Seine Eltern waren Hermann IV., genannt Schöch, und Ursula Truchsess von Diessenhofen.
Sein Bruder Wildhans von Breitenlandenberg war der Hauptmann von Greifensee und ist eine historische Gestalt der Schweiz. Sein Bruder Kaspar von Breitenlandenberg war von 1442 bis 1463 Abt von Kloster St. Gallen. Seine Schwester Anna soll mit dem Zürcher Bürgermeister Schwend verheiratet gewesen sein. 
Er war der Schwager von Ritter Bilgeri von Heudorf (Pilgrim von Heudorf).

## Leben
Hermann studierte ab 1424 an der Universität Heidelberg, ab 1436 an der Universität Bologna. 1430 wurde er Kanoniker und Domherr in Konstanz. 1442 hatte er ein Domkanonikat in Chur inne. Von 1451 bis 1466 war er Domdekan zu Konstanz. 
Am 24. April 1466 wurde er als Nachfolger des verstorbenen Burkhard II. von Randegg zum Bischof des Bistums Konstanz. Er berief sogleich Ludwig von Freiberg, Konstanzer Domherr, zu seinem Koadjutor. 
Bischof Hermann galt als Friedensstifter. 1468 und 1472 als wichtiger Vermittler zwischen Eidgenossenschaft und Habsburg; er starb kurz vor Abschluss der von ihm mitbeeinflussten „Ewige Richtung 1474“. 
Am 18. September 1474 starb Hermann von Breitenlandenberg und wurde im Konstanzer Münster beigesetzt.
Nachfolger wurden im Konstanzer Bistumsstreit, Ludwig von Freiberg als  Kandidat des Papstes Sixtus IV., und Otto IV. von Sonnenberg, als Kandidat des Domkapitels und des Kaisers.